# ヨード欠乏症
ヨード欠乏症（ヨードけつぼうしょう、英語: iodine deficiency）もしくはヨウ素欠乏症とはヨウ素の欠乏を原因とする疾病。
一般に海藻を食用や飼料、肥料に用いる沿海地域では、海水起源のヨウ素を食料を通じて摂取する機会が多くなる。このため、ヨード欠乏症の発症例は少ない。しかし、アメリカやメキシコの山岳地帯や「甲状腺腫ベルト」と呼ばれる5大湖周辺などでは、ヨウ素を摂取する機会が乏しいため発症例が多く風土病とされていた。1990年にはヨウ素添加などで北米では稀な病気となったが、未だに25カ国およそ6億8300万人がヨウ素欠乏にあるとされる。

## 症状
ヨード欠乏症は臨床上、3つの型と幾つかの付随症候が原因として発症する。
- 甲状腺腫
- 甲状腺機能低下症、粘液水腫
- 先天性神経性症候群

## 予防・治療
予防と治療は同一である。組織に必要とされるヨウ素の量（甲状腺原性物質を摂取している地域では1日当たり100-150μg）を与える。